# 元木健
元木 健（もとき けん、1930年3月31日 - ）は、日本の教育学者、教育方法、技術教育、社会教育、人権教育研究者、大阪大学名誉教授、博士（教育学）。
福岡市出身。東京陸軍幼年学校、旧制福岡高等学校を経て、東京大学教育学部卒、同大学院学校教育学修士課程修了。1955年国立教育研究所所員、1967年大阪大学文学部助教授、1974年同人間科学部教授。総長補佐、国立大学協会入試改善特別委員会委員などを歴任。1993年「技術と人間形成 生涯学習の観点からの技術教育」で名古屋大学博士（教育学）。1993年定年退官、名誉教授、川村学園女子大学教育学部教授、教育学部長、副学長、学園理事を歴任。2002年退任後、大阪府同和問題解決推進審議会会長、財団法人・大阪人権博物館理事長などを歴任。
1. ↑  『日本紳士録』交詢社、2007年。
2. ↑   Who's Who in the World. Marquis. (2002). p. 1151

## 著書
- 『技術教育の方法論』開隆堂 技術・家庭科教育選書　1973
- 『人間の学習としての社会科』明治図書出版 社会科教育選書 1976
- 『人権と教育 社会啓発の基礎理論』解放出版社 1989

### 共編著
- 『中学校教育機器活用法の研究 社会科編』小林一也共編 明治図書出版 1973
- 『探究学習のプログラミング』編 明治図書出版 1974
- 『現代教科教育学大系 7 人間の生活と技術』鈴木寿雄,手塚武彦共編著　第一法規出版 1974
- 『講座現代技術と教育 7 技術と教授』金子孫市共編 開隆堂出版 1975
- 『「同和」教育論ノート』村越末男共編 解放出版社 1980
- 『教育学研修講座 13 生涯教育の構想と展開』諸岡和房共編著 第一法規出版 1984
- 『識字運動とは 国際識字年を機に』内山一雄共著 部落解放研究所 人権ブックレット 1989
- 『生涯学習実践講座 5 生涯学習と社会教育の革新』小川剛共編　亜紀書房 1991
- 『非「教育」の論理 「働くための学習」の課題』田中萬年共編著 金子勝ほか執筆 明石書店 明石ライブラリー 2009